# هاريسون بيكوك
هاريسون بيكوك (بالإنجليزية: Harrison Peacock)‏ (31 يناير 1991 في أستراليا - ) هو لاعب كرة طائرة شاطئية ولاعب كرة طائرة أسترالي في مركز ممرر ‏. شارك في الألعاب الأولمبية الصيفية 2012.

## وصلات خارجية
- هاريسون بيكوك على موقع الاتحاد الأوروبي (الإنجليزية)
- هاريسون بيكوك على موقع قاعدة بيانات الكرة الطائرة الشاطئية (الإنجليزية)
- هاريسون بيكوك على موقع عالم الكرة الطائرة (الإنجليزية)
- هاريسون بيكوك على موقع دوري الدرجة الأولى الإيطالي للكرة الطائرة - رجال (الإيطالية)
- هاريسون بيكوك على موقع أوليمبيديا (الإنجليزية)
- هاريسون بيكوك على موقع اللجنة الأولمبية الأسترالية (الإنجليزية)